# Výběr (statistika)

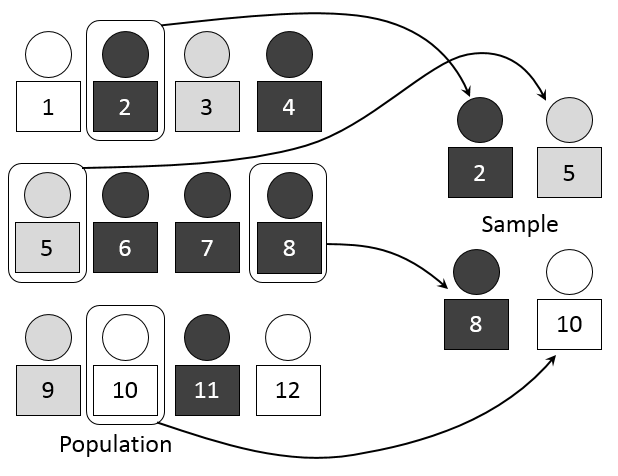
Výběr (vpravo) z populace (levá část obrázku)

Výběr (anglicky sampling) je v oborech statistiky, zajišťování kvality a průzkumové metodologie proces zajištění podskupin objektů (jedinců) ze statistické populace za účelem odhadnutí charakteristik celé populace (tzv. výběrové šetření). Výsledek výběru, tedy vybraná podskupina populace, se označuje výběr nebo vzorek (anglicky sample). Hlavní výhody výběrových šetření spočívají v nižších nákladech a rychlejším sbírání dat, než je tomu v případě měření celkové populace.
Každé pozorování měří jeden nebo více parametrů (jako váhu, lokaci, barvu) pozorovaných objektů či jedinců. Odebraným vzorkům můžeme přikládat různou váhu, abychom je přizpůsobili návrhu výběru (metoda výběru a odhadu), který hodláme uplatnit; platí to zvláště pro metodu stratifikovaného výběru. Výsledky teorie pravděpodobnosti a statistiky jsou použity k směrování dalšího postupu. V obchodních a zdravotních průzkumech se výběrová šetření hojně využívají k shromažďování informací o populaci.
Proces výběru sestává z několika fází:
- Definování populace, která nás zajímá
- Zajištění opory výběru (sampling frame), tj. seznamu předmětů či událostí, které chceme měřit
- Určení metody výběru předmětů či událostí z daného rámce
- Určení rozsahu výběru (kolik jednotek se má vybrat)
- Implementování plánu výběru
- Výběr jedinců z populace a sbírání dat

## Metody výběru
Pro každý typ opory může být použito několik metod výběru, a to i kombinovaně pomocí stratifikace výběru (rozdělení populace do několika různých částí, které jsou vybírány zvlášť). K častým metodám výběru patří:
- Pravděpodobnostní výběr, kdy každý člen populace může být zařazen do vzorku s nenulovou známou pravděpodobností; tato metoda je z teoretického hlediska nejlepší pro další statistické zpracování.
- Kvótní výběr, který zajišťuje, aby vybrané parametry populace byly shodné s parametry vybraného vzorku.
- Záměrný výběr, kdy výzkumník sám vybere zkoumané jednotky tak, aby dobře odrážely vlastnosti populace; to se používá v případě, že četnost populace je velmi nízká.
- Samovýběr (anketa), kdy zkoumané jednotky samy rozhodují, zda se k výzkumu připojí; tato metoda je velmi nespolehlivá, jelikož ochota se účastnit může silně korelovat se zkoumanými parametry populace.
- Metoda sněhové koule (řetězový výběr, snowball), kdy se opora sestavuje tak, že se od známých členů populace získávají kontakty na další členy; hodí se pro výzkum malých, rozptýlených a vzájemně propojených skupin lidí.

## Teoretický výběr
Teoretický výběr je proces sbírání dat za účelem vytvoření teorie, při němž analytik souběžně sbírá kódy a analyzuje data a rozhoduje se, jaká data bude sbírat dál a kde je najde, aby v průběhu došel k další teorii. Prvotní fáze sbírání dat z velké části závisí na obecné perspektivě analytika o oblasti problému, jenž zkoumá. Prvotní rozhodnutí nejsou založena na předběžném teoretickém rámci. Výzkumník začíná identifikací klíčových pojmů a rysů, které později zkoumá. To tvoří základ výzkumu. Výzkumník musí mít pro tvoření teorie cit, aby ji dokázal za pochodu formulovat a konceptualizovat z dat, která sbírá. Výzkumník dává pozor, aby se nelimitoval na specifické aspekty zkoumaného problému; to vede k přehlížení ostatních aspektů teorie. Při použití metody teoretického výběru si klademe přednostně otázku: ke kterým skupinám v procesu sbírání dat se má badatel dále obrátit, a proč?

### Historie teoretického výběru
Chenitz a Swanson (1986) tvrdí, že metoda vznikla s vynálezem zakotvené teorie, kterou jako první vytvořili Glaser a Strauss v roce 1967. Zakotvenou teorii označujeme jako metodu výzkumu při sbírání a analýze kvalitativních dat za účelem vytvoření vysvětlující teorie k pochopení rozmanitých sociálních a psychologických jevů. Soustřeďuje se na vytvoření teorie z průběžné porovnávací analýzy dat sesbíraných pomocí teoretického výběru.

### Výhody a nevýhody
Hlavní výhoda teoretického výběru spočívá v upevnění důkladnosti studie v případě, kdy se studie snaží vytvořit teorii v oblasti výzkumu. Užití teoretického výběru poskytuje strukturu jak pro sbírání dat, tak pro analýzu. Je založeno na potřebě sbírání dalších dat pro přezkoumávání kategorií a vztahů mezi nimi a zajišťuje existenci reprezentativity v dané kategorii. Teoretický výběr má jak induktivní, tak deduktivní charakteristiku. Je flexibilní, jelikož výzkumník je schopný pozměňovat plán a důraz na zkoumané aspekty už v počátcích procesu tak, aby shromážděná data odpovídala aktuálnímu dění.
S metodou teoretického výběru se mohou pojit i některé nevýhody. Vzhledem k vysoké systematičnosti této metody vyžaduje tento výběr více zdrojů (čas, peníze) v porovnání s ostatními metodami. Je to metoda komplikovaná a obtížně srozumitelná. 